# Tjállegoahte – Författarcentrum Sápmi
Tjállegoahte – Författarcentrum Sápmi är en samisk organisation med säte i Jokkmokk, som arbetar för att befrämja litteratur och författarskap på samiska språk, tillika litteratur skriven av samer på andra språk. Tjállegoahte har som mål "att alla samer i Sverige på sikt ska ha möjlighet att utveckla en god läsförmåga och ha tillgång till litteratur av hög kvalitet på sitt eget språk". 
Tjállegoahte – Författarcentrum Sápmi grundades 2014 av skribent- och författarföreningen Bágo Čálliid Siebrie. Sedan dess har Tjállegoahte blivit en egen organisation. Tjállegoahte leds av en styrgrupp med medlemmar från Bágo Čálliid Siebrie, Sveriges Författarförbund och Norrländska litteratursällskapet. 
Författarcentret arbetar som ett internationellt resurscentrum för litteratur och har en verksamhet för författare i alla samiska länder med bl.a. kurser, seminarier, författarsamtal. 
2024 blev Tjállegoahte hedersgäst på Bokmässan i Göteborg.